# Schenklengsfeld
Schenklengsfeld é um município da Alemanha, no distrito de Hersfeld-Rotenburg, na região administrativa de Kassel, estado de Hessen.